# Pygmaeomorpha ocularis
Pygmaeomorpha ocularis is een vlinder uit de familie van de slakrupsvlinders (Limacodidae). De wetenschappelijke naam van de soort is voor het eerst geldig gepubliceerd in 1895 door Lucas, T.P..